# Tarusates
Els tarusates (en llatí Tarusates) van ser un poble aquità esmentat per Juli Cèsar.
Van ser sotmesos per Publi Licini Cras Dives juntament amb els vocates i elusates després de derrotar els sotiates.
El seu assentament, segons diu Plini el Vell, era entre els succases i els basabocates i podria correspondre a la regió de Tursan i Aira, al riu Aturis (Ador).